# XII Giochi del Mediterraneo
I XII Giochi del Mediterraneo si tennero dal 16 al 27 giugno 1993 nella regione di Linguadoca-Rossiglione, Francia. Si disputarono gare in 24 diverse discipline sportive.
I Giochi del 1993 segnarono dei cambi storici in quanto per la prima volta un'intera regione ospitava i Giochi e perché vennero per la prima volta disputati l'anno successivo a quello dei Giochi olimpici, invece di quello precedente.
Le cerimonie di apertura e chiusura della manifestazione vennero ospitate dalla città di Agde.

## Partecipanti
| - Albania - Algeria - Bosnia ed Erzegovina - Cipro - Croazia - Egitto - Francia - Grecia - Italia - Libia | - Malta - Monaco - Marocco - San Marino - Slovenia - Spagna - Siria - Tunisia - Turchia |

## Discipline sportive
- Atletica leggera (dettagli)
- Calcio (dettagli)
- Canoa/kayak (dettagli)
- Canottaggio (dettagli)
- Ciclismo (dettagli)
- Equitazione (dettagli)
- Ginnastica artistica (dettagli)
- Golf (dettagli)
- Judo (dettagli)
- Karate (dettagli)
- Lotta (dettagli)
- Nuoto (dettagli)
- Pallacanestro (dettagli)
- Pallamano (dettagli)
- Pallanuoto (dettagli)
- Pallavolo (dettagli)
- Pugilato (dettagli)
- Rugby a 15 (dettagli)
- Scherma (dettagli)
- Sollevamento pesi (dettagli)
- Tennis (dettagli)
- Tennistavolo (dettagli)
- Tiro (dettagli)
- Tiro con l'arco (dettagli)
- Vela (dettagli)